# Moldavia en el Festival de la Canción de Eurovisión Junior
Moldavia fue el país que debutó en el VIII Festival de Eurovisión Junior en 2010.
Moldavia entró en el Festival de Eurovisión Junior por primera vez en 2010. El 30 de junio, TRM anunció su debut en el Festival de Eurovisión Junior. Más tarde en la edición de 2014 decidió retirarse por razones financieras de la cadena.
Su puntuación media hasta su retiro es de 56,25 puntos.

## Participación
| 2010                           | Minsk     | Stefan Roscovan | «Ali Baba»     | 8  | 54 |
| 2011                           | Ereván    | Lerika          | «No-No»        | 6  | 78 |
| 2012                           | Ámsterdam | Denis Midone    | «Toate vor fi» | 10 | 52 |
| 2013                           | Kiev      | Rafael Bobeica  | «Cum să fim»   | 11 | 41 |
| No participó entre 2014 y 2024 |           |                 |                |    |    |

## Votaciones
- Moldavia ha dado más puntos a...

| N.º | País         | Pts |
| --- | ------------ | --- |
| 1   | Bielorrusia  | 30  |
| 2   | Georgia      | 29  |
| 3   | Armenia      | 24  |
| 4   | Rusia        | 22  |
| 5   | Ucrania      | 20  |
| 6   | Malta        | 16  |
| 6   | Países Bajos | 16  |
| 6   | Suecia       | 16  |
| 7   | Serbia       | 12  |
| 8   | Letonia      | 10  |
| 9   | Bélgica      | 9   |
| 10  | Lituania     | 8   |

Moldavia ha recibido más puntos de...
| N.º | País                | Pts |
| --- | ------------------- | --- |
| 1   | Bielorrusia         | 18  |
| 2   | Armenia             | 17  |
| 3   | Georgia             | 16  |
| 4   | Malta               | 14  |
| 4   | Ucrania             | 14  |
| 4   | Bélgica             | 14  |
| 4   | Rusia               | 14  |
| 5   | Azerbaiyán          | 13  |
| 6   | Suecia              | 11  |
| 7   | Bulgaria            | 10  |
| 8   | Macedonia del Norte | 9   |
| 9   | Letonia             | 6   |
| 10  | Israel              | 5   |
| 10  | Países Bajos        | 5   |

## Portavoces
| Año  | Portavoz          | 12 Puntos   |
| ---- | ----------------- | ----------- |
| 2013 | Denis Midone      | Malta       |
| 2012 | Felcia Genunchi   | Ucrania     |
| 2011 | Stefanel Roscovan | Bielorrusia |
| 2010 | Paula Paraschiv   | Serbia      |

- Datos: Q848125
- Multimedia: Moldova in the Junior Eurovision Song Contest / Q848125